# Tarragona (Davao Oriental)
Tarragona (Bayan ng Tarragona) är en kommun i Filippinerna. Kommunen ligger på ön Mindanao, och tillhör provinsen Davao Oriental. Folkmängden uppgår till 22 846 invånare.
Tarragona är indelat i 10 barangayer.